# 라민 카마라
마마두 라민 카마라(프랑스어: Mamadou Lamine Camara, 2004년 1월 1일 ~ )는 세네갈의 축구 선수로 리그 1 클럽 모나코와 세네갈 국가대표팀에서 공격형 미드필더로 활약하고 있다.

## 구단 경력

### 메스
2023년 2월, 카마라는 프랑스 팀 메스와 3년 6개월 계약을 체결했다. 4월 15일, 그는 리그 2의 보르도를 상대로 3-0 승리를 거두며 데뷔 전을 치렀다. 그 후, 그 해 10월 22일, 그는 모나코를 상대로 2-1로 패한 원정 경기에서 자신의 하프타임에 골과 58미터 떨어진 곳에서 리그 1에서의 첫 골을 넣었다.

### 모나코
2024년 7월 30일, 카마라는 1,500만 유로의 이적료로 리그 1 클럽 모나코에 합류하여 5년 계약을 체결했다.

## 국가대표팀 경력
카마라는 2022년 아프리카 네이션스 챔피언십에서 세네갈 국가대표팀을 대표하여 조별 리그 최고의 젊은 선수로 선정되었다.
2023년 12월, 그는 코트디부아르에서 열린 연기된 2023년 아프리카 네이션스컵에 참가할 세네갈 선수단에 이름을 올렸다.